# Broderick Crawford
Broderick Crawford (Filadelfia, Pensilvania, 9 de diciembre de 1911-Rancho Mirage, California, 26 de abril de 1986) fue un actor estadounidense.

## Trayectoria
Actor versátil, de gran capacidad interpretativa, que fue capaz de interpretar gran cantidad de personajes distintos. 
Su carrera al estrellato comenzó en Broadway, donde su magnífica interpretación de Lenny en la obra De ratones y hombres de John Steinbeck, hizo que las productoras cinematográficas se fijaran en él para la versión cinematográfica, aunque el papel fue para Lon Chaney Jr.
Debutó en el cine en 1937 con Woman Chases Man, película protagonizada por Joel McCrea y Miriam Hopkins. Durante todo el final de la década de los treinta realizó papeles de secundario, compartiendo cartel con grandes estrellas del momento como Gary Cooper, Ray Milland o David Niven. De esta época sus películas más importantes son The Real Glory de Henry Hathaway, y Beau Geste, de William Wellman, ambas protagonizadas por Gary Cooper.
En los cuarenta, Crawford había crecido en su rol y comenzó a realizar papeles protagonistas. Su primera película como protagonista fue un melodrama musical titulado I Can't Give You Anything But Love, Baby, de Albert S. Rogell, aunque en la mayoría de sus películas seguía siendo un secundario tanto de malvado como de escudero del protagonista. A finales de los 40 le llegó su mayor éxito con la interpretación de Willie Stark en la película El político, de Robert Rossen. La película, basada en una novela de Robert Penn Warren, fue todo un éxito y ganó varios Óscar, entre ellos el de mejor película y el de mejor actor, que recayó en Crawford. 
Al año siguiente, en 1950, Crawford protagonizó otra de sus películas más famosas, la comedia Nacida ayer, dirigida por George Cukor y con Judy Holliday y William Holden como compañeros de reparto. 
En la década de los cincuenta protagonizó muchas películas, además de hacer apariciones en papeles secundarios aunque importantes, y comenzó a trabajar en televisión, medio al que se adaptó perfectamente. Después de trabajar en diferentes series, protagonizó la serie Highway Patrol, que se emitió durante cuatro temporadas. 
En las siguientes décadas se dedicó a su carrera televisiva, aunque nunca dejó su carrera en el cine, y siguió apareciendo en películas, si bien estas ya no alcanzaron el nivel de las que había interpretado en los años anteriores.

## Filmografía
- Woman Chases Man (1937) como Hunk
- Start Cheering (1938) como Biff Gordon
- Ambush (1939) como Randall
- Sudden Money (1939) como Archibald 'Doc' Finney
- Undercover Doctor (1939) como Eddie Krator
- Beau Geste (1939) como Hank Miller
- Island of Lost Men (1939) como Tex Ballister
- The Real Glory (1939) como el teniente Larson
- Eternally Yours (1939) como Don Burns
- Slightly Honorable (1939) como Russ Sampson
- I Can't Give You Anything But Love, Baby (1940) como Michael G. 'Sonny' McGann
- When the Daltons Rode (1940) como Bob Dalton
- Seven Sinners (1940) como Little Ned
- Trail of the Vigilantes (1940) como Swanee
- Texas Rangers Ride Again (1940) como Mace Townsley
- The Black Cat (1941) como Hubert A. Gilmore 'Gil' Smith
- Tight Shoes (1941) como Speedy Miller
- Badlands of Dakota (1941) como Bob Holliday
- South of Tahiti (1941) como Chuck
- North to the Klondike (1942) como John Thorn
- Butch Minds the Baby (1942) como Aloysius 'Butch' Grogan
- Larceny, Inc. (1942) como Jug Martin
- Broadway (1942) como Steve Crandall
- Men of Texas (1942) como Henry Clay Jackson
- Sin Town (1942) como Dude McNair
- Keeping Fit (1942) como Brod, trabajador en la fábrica
- The Runaround (1946) como Louis Prentiss
- Black Angel (1946) como Capt. Flood
- Slave Girl (1947) como Chips Jackson
- The Flame (1947) como Ernie Hicks
- The Time of Your Life (1948) como Krupp (un policía perplejo)
- Sealed Verdict (1948) como el capitán Kinsella
- Bad Men of Tombstone (1949) como William Morgan
- A Kiss in the Dark (1949) como Mr. Botts
- Night Unto Night (1949) como C.L. Shawn
- Anna Lucasta (1949) como Frank
- All the King's Men (1949) como Willie Stark
- Cargo to Capetown (1950) como Johnny Phelan
- Convicted (1950) como George Knowland
- Born Yesterday (1950) como Harry Brock
- Screen Snapshots: Hollywood Awards (1951) como él mismo
- The Mob (1951) como Johnny Damico
- Scandal Sheet (1952) como Mark Chapman aka George Grant
- Lone Star (1952) como Thomas Craden
- Rainbow 'Round My Shoulder (1952) como Broderick Crawford (no acreditado)
- Stop, You're Killing Me (1952) como Remy Marko
- Last of the Comanches (1953) como el sargento Matt Trainor
- The Last Posse (1953) como el sheriff John Frazier
- Night People (1954) como Charles Leatherby
- Human Desire (1954) como Carl Buckley
- Down Three Dark Streets (1954) como el agente del FBI John 'Rip' Ripley
- New York Confidential (1955) como Charlie Lupo
- Big House, U.S.A. (1955) como Rollo Lamar
- Not as a Stranger (1955) como Dr. Aarons
- Il bidone (1955) como Augusto
- Man on a Bus (1955) como conductor del autobús
- The Fastest Gun Alive (1956) como Vinnie Harold
- Between Heaven and Hell (1956) como el capitán 'Waco' Grimes - 'G' Co. CO
- The Decks Ran Red (1958) como Henry Scott
- Goliath and the Dragon (1960) como King Eurystheus
- Square of Violence (1961) como Dr. Stefan Bernardi
- Convicts 4 (1962) como alcaide
- The Virginian (1963 episodio "A Killer in Town") como George Wolfe
- The Castilian (1963) como Don Sancho
- No temas a la ley (1963) como hombre en el hotel (no acreditado)
- A House Is Not a Home (1964) como Harrigan
- Up from the Beach (1965) como MP Major
- Kid Rodelo (1966) como Joe Harbin
- Mutiny at Fort Sharp (1966) como el coronel Lenox
- The Oscar (1966) como Sheriff
- The Texican (1966) como Luke Starr
- The Vulture (1966) como Brian F. Stroud
- Red Tomahawk (1967) como Columbus Smith
- Ransom Money (1970) como el inspector Joseph Medford
- Hell's Bloody Devils (1970) como Gavin
- The Naughty Cheerleader (1970) como B.J Hankins
- Gregorio and His Angel (1970) como Gregorio
- The Yin and the Yang of Mr. Go (1970) como Parker
- Embassy (1972) como Frank Dunniger
- The Candidate (1972) como Jarmon como narrador (voz, no acreditado)
- Terror in the Wax Museum (1973) como Amos Burns
- The Phantom of Hollywood (1974) como el capitán O'Neal
- Won Ton Ton, the Dog Who Saved Hollywood (1976) como encargado de efectos especiales
- Look What's Happened to Rosemary's Baby (1976) como el sheriff Holtzman
- Mayday at 40,000 Feet! (1976) como Marshal Riese
- Proof of the Man (1977) como el capitán de policía O'Brien
- The Private Files of J. Edgar Hoover (1977) como J. Edgar Hoover
- The Hughes Mystery (1979)
- A Little Romance (1979) como Broderick 'Brod' Crawford
- Harlequin (1980) como Doc Wheelan
- There Goes the Bride (1980) como empleado de la gasolinera
- Liar's Moon (1982) como Col. Tubman
- The Uppercrust (1982) como Mike Carrady
- The Creature Wasn't Nice (1983) como Max el ordenador (voz, no acreditado) (último papel cinematográfico)
- Maharlika (1987 aka Guerilla Strike Force) como el general Hadley

## Premios y distinciones
Premios Óscar
| Año  | Categoría          | Película    | Resultado |
| ---- | ------------------ | ----------- | --------- |
| 1950 | All the King's Men | Mejor actor | Ganador   |

Premios San Jorge
| Año  | Categoría | Película    | Resultado |
| ---- | --------- | ----------- | --------- |
| 1957 | Il bidone | Mejor actor | Ganador   |